# Charakterystyka warstwicowa
Charakterystyka warstwicowa – najbardziej złożony sposób przedstawiania wyników pomiarów. Wykonuje się ją w celu syntetycznej oceny silnika oraz określenia jego przydatności do pracy w wyznaczonych warunkach. Zależnie od wymagań charakterystyki warstwicowe mogą przedstawiać dowolny parametr silnika w funkcji dowolnie wybranych dwóch parametrów traktowanych jako zmienne niezależne. Przykładem takiej charakterystyki jest charakterystyka jednostkowego zużycia paliwa w funkcji momentu rozwijanego przez silnik i prędkości obrotowej silnika.